# SN 2004dc
SN 2004dc – supernowa typu Ic odkryta 29 czerwca 2004 roku w galaktyce IC1504. W momencie odkrycia miała maksymalną jasność 19,50m.